# Joan Llaneras
Joan Llaneras Roselló (Porreres, 17 maggio 1969) è un ex pistard e ciclista su strada spagnolo, vincitore di due medaglie d'oro olimpiche nella corsa a punti, a Sydney 2000 e a Pechino 2008, e di sette titoli mondiali su pista.
È lo sportivo spagnolo più titolato a livello olimpico (oltre ai due ori, ha vinto due argenti) e l'unico spagnolo ad essere andato a medaglia in tre edizioni consecutive dei Giochi olimpici.

## Carriera
Nativo dell'isola di Maiorca, passò professionista nel 1991 con la squadra spagnola ONCE. Dopo gli esordi su strada, e alcune vittorie di minor rilievo (tra cui quella in una tappa della Vuelta a Andalucía), si dedicò sempre più all'attività di pistard, concentrandosi soprattutto nelle specialità della corsa a punti e dell'americana. Partecipò a tredici edizioni dei campionati del mondo su pista, aggiudicandosi sette medaglie d'oro, quattro nella corsa a punti (1996, 1998, 2000 e 2007) e tre nell'americana (1997, 1999 e 2006), oltre a tre medaglie d'argento e a due di bronzo, per un totale di dodici medaglie iridate. Ottenne anche undici vittorie in prove di Coppa del mondo e tre successi nelle cosiddette Sei giorni.
Rappresentò il suo paese in quattro edizioni dei Giochi olimpici, gareggiando sempre su pista. Nel 1996 ad Atlanta fu quinto nell'inseguimento a squadre e sesto nella corsa a punti; quattro anni dopo a Sydney ottenne invece la prima medaglia d'oro, proprio nella corsa a punti. Nel 2001 risultò positivo ad un controllo antidoping, che evidenziò tracce di EPO: tuttavia qualche settimana più tardi le controanalisi contraddirono l'esito precedente, scagionando il ciclista. Rientrò alle gare e nel 2004 ad Atene vinse la sua seconda medaglia olimpica, sempre nella corsa a punti; questa volta dovette accontentarsi dell'argento, perché battuto dal russo Michail Ignat'ev.
Nel novembre 2006, però, un tragico evento alla Sei giorni di Gand, la morte in pista del collega e amico Isaac Gálvez – con cui stava in quel momento gareggiando e con cui era campione del mondo in carica dell'americana – spinse Llaneras ad annunciare il ritiro dalle corse. Nel 2007 il maiorchino tornò tuttavia alle gare, e l'anno successivo partecipò per la quarta volta ai Giochi olimpici. In quel di Pechino, pur già trentanovenne, riuscì a conquistare la medaglia d'oro nella corsa a punti e quella d'argento nell'americana (in coppia con Antonio Tauler). Divenne così, con due ori e due argenti complessivi, lo sportivo spagnolo più titolato a livello olimpico. In vista dell'imminente ritiro, peraltro già preannunciato a febbraio, venne omaggiato della carica di portabandiera della Spagna in occasione della cerimonia di chiusura dei Giochi cinesi.
Lasciò definitivamente le corse nel gennaio del 2009, dopo la vittoria alla Sei giorni di Rotterdam.

## Palmarès

### Pista
- 1996

1ª prova Coppa del mondo, Inseguimento a squadre (Cali, con Adolfo Alperi, Juan Martínez Oliver e Bernardo González)
1ª prova Coppa del mondo, Corsa a punti (Cali)
3ª prova Coppa del mondo, Corsa a punti (Atene)
Campionati del mondo, Corsa a punti
- 1997

2ª prova Coppa del mondo, Americana (Trexlertown, con Miquel Alzamora)
Campionati del mondo, Americana (con Miquel Alzamora)
- 1998

1ª prova Coppa del mondo, Corsa a punti (Cali)
Campionati del mondo, Corsa a punti
- 1999

1ª prova Coppa del mondo, Americana (Città del Messico, con Miquel Alzamora)
5ª prova Coppa del mondo, Americana (Cali, con Miquel Alzamora)
Campionati del mondo, Americana (con Isaac Gálvez)
- 2000

3ª prova Coppa del mondo, Americana (Città del Messico, con Isaac Gálvez)
Giochi olimpici, Corsa a punti
Campionati del mondo, Corsa a punti
Sei giorni di Grenoble (con Isaac Gálvez)
- 2002

1ª prova Coppa del mondo, Americana (Monterrey, con Miquel Alzamora)
- 2004

3ª prova Coppa del mondo, Corsa a punti (Manchester)
- 2006

Campionati del mondo, Americana (con Isaac Gálvez)
- 2007

Campionati del mondo, Corsa a punti
2ª prova Coppa del mondo 2007-2008, Corsa a punti (Pechino)
- 2008

Giochi olimpici, Corsa a punti
Sei giorni di Milano (con Paolo Bettini)
- 2009

Sei giorni di Rotterdam (con Peter Schep)

### Strada
- 1993

1ª tappa Vuelta a Andalucía
- 1994

Trofeo Mallorca
- 1995

Platja d'Aro

## Piazzamenti

### Competizioni mondiali
- Campionati del mondo su pista

Manchester 1996 - Corsa a punti: vincitore
Manchester 1996 - Americana: 8º
Perth 1997 - Corsa a punti: 3º
Perth 1997 - Americana: vincitore
Bordeaux 1998 - Corsa a punti: vincitore
Bordeaux 1998 - Americana: 8º
Berlino 1999 - Corsa a punti: 8º
Berlino 1999 - Americana: vincitore
Manchester 2000 - Corsa a punti: vincitore
Manchester 2000 - Americana: 2º
Anversa 2001 - Corsa a punti: 9º
Anversa 2001 - Americana: 2º
Ballerup 2002 - Corsa a punti: 10º
Ballerup 2002 - Americana: 5º
Stoccarda 2003 - Corsa a punti: 2º
Melbourne 2004 - Corsa a punti: 4º
Melbourne 2004 - Americana: 9º
Los Angeles 2005 - Corsa a punti: 3º
Bordeaux 2006 - Americana: vincitore
Palma di Maiorca 2007 - Corsa a punti: vincitore
Palma di Maiorca 2007 - Americana: 4º
Manchester 2008 - Americana: 6º
- Giochi olimpici

Atlanta 1996 - Inseguimento a squadre: 5º
Atlanta 1996 - Corsa a punti: 6º
Sydney 2000 - Corsa a punti: vincitore
Sydney 2000 - Americana: 13º
Atene 2004 - Corsa a punti: 2º
Atene 2004 - Americana: 6º
Pechino 2008 - Corsa a punti: vincitore
Pechino 2008 - Americana: 2º